# Dżolfa
Dżolfa (perski: ﺟﻠﻔﺎ) – miasto w Iranie, w ostanie Azerbejdżan Wschodni. W 2006 roku miasto liczyło 4983 mieszkańców w 1365 rodzinach.
Leży nad rzeką Araks, w pobliżu granicy z Azerbejdżanem.